# Marvin Schulz
Marvin Schulz (Mülheim an der Ruhr, 15 januari 1995) is een Duits voetballer die bij voorkeur als defensieve middenvelder speelt. In 2015 maakte hij namens Borussia Mönchengladbach zijn debuut in het betaald voetbal in een wedstrijd om de DFB-Pokal. In juni 2025 stapte hij over van  Holstein Kiel naar Preußen Münster.

## Clubloopbaan

### Jeugd
Schulz begon met voetballen bij TuS Union 09 Mülheim.  Op achtjarige leeftijd werd hij opgenomen in de jeugdopleiding van Borussia Mönchengladbach.  Halverwege het seizoen 2010/11 stroomde hij door naar de Onder-17, waar hij negen wedstrijden speelde. In zijn tweede seizoen in deze leeftijdscategorie veroverde hij een basisplaats en maakte hij 18 doelpunten in 21 wedstrijden. Vervolgens speelde hij twee seizoenen in de Onder-19, waarin hij in zijn tweede jaar enkele wedstrijden als aanvoerder fungeerde. In het seizoen 2014/15 maakte hij de overstap naar de senioren.

### Borussia Mönchengladbach
Na zijn overgang naar de senioren speelde Schulz achttien wedstrijden voor het tweede elftal, dat toen uitkwam in de Regionalliga Südwest. Op 10 augustus 2015 maakte de centrumverdediger zijn debuut in het eerste elftal tijdens een wedstrijd in de DFB-Pokal tegen FC St. Pauli. Hij vormde centraal achterin een duo met de een jaar jongere Andreas Christensen. Kort daarna ondertekende hij zijn eerste profcontract tot medio 2018. Op 15 augustus 2015 maakte hij zijn debuut in de Bundesliga, in een uitwedstrijd tegen Borussia Dortmund, in het Signal Iduna Park, die met 4–0 verloren werd. Op 25 november maakte 2025 hij zijn Europese debuut in de Champions League-poulewedstrijd tegen Sevilla. Trainer André Schubert bracht hem in de 79e minuut in het veld als vervanger van Mahmoud Dahoud.
Tijdens de voorbereiding op het seizoen 2016/17 raakte Schulz geblesseerd in een oefenwedstrijd tegen Waldhof Mannheim, waardoor hij ruim 200 dagen uitgeschakeld was. Op 29 april keerde hij terug in het tweede elftal tijdens een thuiswedstrijd tegen Alemannia Aachen. In de zomer van 2017 verliet hij Borussia Mönchengladbach na veertien jaar om in Zwitserland bij FC Luzern, uitkomend op het hoogste niveau, te gaan spelen.

### FC Luzern
In juli 2017 tekende de 22‑jarige Marvin Schulz een driejarig contract bij FC Luzern, dat hem tot medio 2020 aan de Zwitserse club verbond. Op 23 juli maakte hij zijn officiële debuut in de thuiswedstrijd tegen FC Lugano, die met 1–0 werd gewonnen. Schulz stond hierbij direct in de basis. Trainer Markus Babbel bleef tot zijn ontslag in januari gebruikmaken van Schulz als basisspeler. Ook onder de opvolger Gerardo Seoane behield hij zijn basisplaats, terwijl Luzern een stijging op de ranglijst doormaakte. Op 9 mei, in de 34e speelronde, maakte Schulz zijn eerste doelpunt voor Luzern tijdens een met 3–2 gewonnen uitwedstrijd tegen St. Gallen. In de 88e minuut scoorde hij in het Kybunpark na een hoekschop van Christian Schneuwly het winnende doelpunt. Luzern eindigde dat seizoen op de derde plaats, waarmee de club zich kwalificeerde voor Europees voetbal. 
Tijdens zijn derde seizoen verlengde Schulz op 17 oktober 2019 zijn contract. Kort daarna liep hij een haarscheurtje op in zijn rechterscheenbeen, waardoor hij geruime tijd geblesseerd was. In zijn vierde seizoen raakte hij in maart 2021 opnieuw langdurig geblesseerd, ditmaal door een gescheurde binnenband in zijn rechterknie. De daaropvolgende revalidatie hield hem de rest van het seizoen aan de zijlijn, waardoor hij de bekerfinale tegen St. Gallen moest missen. Zijn ploeggenoten wonnen die wedstrijd met 3–1 en veroverden de Schweizer Cup.
In het seizoen 2021/22 kreeg Schulz zijn eerste rode kaart uit zijn carrière. Op 1 augustus werd hij in de uitwedstrijd tegen St. Gallen in de 69e minuut door scheidsrechter Adrien Jaccottet van het veld gestuurd na een stevige overtreding. Aan het einde van dat seizoen speelde Schulz een cruciale rol tijdens de promotie-/degradatiewedstrijden tegen FC Schaffhausen, waartoe Luzern was veroordeeld na een teleurstellend seizoen. In de heenwedstrijd in het LIPO Park scoorde hij een van de twee doelpunten in het 2–2 gelijkspel, een strafschop in de 4e minuut. Een week later maakte hij het openingsdoelpunt in de thuiswedstrijd in de Swissporarena, die met 2–0 werd gewonnen. Door deze bijdragen wist Luzern degradatie naar de Challenge League te voorkomen. De wedstrijden tegen Schaffhausen waren Schulz’ laatste voor FC Luzern. Na 164 wedstrijden en 21 doelpunten vertrok hij naar Duitsland, waar hij zijn carrière voortzette bij Holstein Kiel in de 2. Bundesliga.

### Holstein Kiel
In mei 2022 tekende Schulz een contract voor drie jaar, tot 2025. Op 16 juli 2022 maakte hij zijn debuut voor Holstein Kiel tijdens de openingswedstrijd van het seizoen tegen Greuther Fürth. Trainer Marcel Rapp bracht hem in de 67e minuut in het veld als vervanger van Philipp Sander in het met 2–2 geëindigde uitduel. In zijn eerste seizoen speelde hij 21 keer in de basis en eindigde Kiel op de negende plaats.
In het seizoen 2023/24 begon Schulz als centrale verdediger in de basis, maar schoof hij gaandeweg terug naar zijn vertrouwde positie op het middenveld. Met een recordaantal punten ging Holstein Kiel de winterstop in. Op 17 februari 2024 maakte hij zijn eerste doelpunt voor Die Störche in de met 4–0 gewonnen uitwedstrijd tegen SC Paderborn 07.  In de 52e minuut bracht hij in de Home Deluxe Arena na een voorzet van Shuto Machino de stand op 0–3. Schulz eindigde het seizoen met Kiel op de tweede plaats, waarmee de club voor het eerst in haar geschiedenis promoveerde naar de Bundesliga.
In het seizoen 2024/25 verloor Schulz door de komst van Magnus Knudsen zijn basisplaats en kwam hij tot de winterstop voornamelijk als wisselspeler in actie. In december raakte hij geblesseerd, waardoor hij bijna twee maanden aan de kant stond. Op 2 maart maakte hij zijn rentree in de uitwedstrijd tegen 1. FC Union Berlin, toen hij in de 83e minuut werd ingebracht als vervanger van David Zec. Voor de rest van het seizoen speelde hij nog 36 minuten. Aan het einde van het seizoen degradeerde Holstein Kiel naar de 2. Bundesliga. Omdat de club zijn aflopende contract niet verlengde, besloot de 30-jarige Schulz zijn carrière voort te zetten bij Preußen Münster.

### Preußen Münster
Schulz maakte in juni 2025 transfervrij de overstap naar Preußen Münster, waar hij een contract tekende waarvan de looptijd niet bekend werd gemaakt. Op 2 augustus maakte hij zijn debuut voor Münster tijdens een uitduel in de 2. Bundeliga tegen Karlsruher SC, dat eindigde in een 3-2 nederlaag. Trainer Alexander Ende begon met hem in het Wildparkstadion in de basisopstelling.

## Clubstatistieken
| Seizoen                        | Club                        | Competitie        | Competitie | Competitie | Beker | Beker | Internationaal | Internationaal | Overig | Overig | Totaal | Totaal |
| Seizoen                        | Club                        | Competitie        | Wed.       | Dlp.       | Wed.  | Dlp.  | Wed.           | Dlp.           | Wed.   | Dlp.   | Wed.   | Dlp.   |
| ------------------------------ | --------------------------- | ----------------- | ---------- | ---------- | ----- | ----- | -------------- | -------------- | ------ | ------ | ------ | ------ |
| 2014/15                        | Borussia Mönchengladbach II | Regionalliga West | 18         | 2          | –     | –     | –              | –              | –      | –      | 18     | 2      |
| 2015/16                        | Borussia Mönchengladbach    | Bundesliga        | 8          | 0          | 1     | 0     | 2              | 0              | 8      | 0      | 19     | 0      |
| 2016/17                        | Borussia Mönchengladbach II | Regionalliga West | 3          | 0          | –     | –     | –              | –              | –      | –      | 3      | 0      |
| 2017/18                        | FC Luzern                   | Super League      | 30         | 2          | 4     | 0     | –              | –              | –      | –      | 34     | 2      |
| 2018/19                        | FC Luzern                   | Super League      | 33         | 5          | 4     | 1     | 2              | 0              | –      | –      | 39     | 6      |
| 2019/20                        | FC Luzern                   | Super League      | 24         | 0          | 3     | 0     | 3              | 0              | –      | –      | 30     | 0      |
| 2020/21                        | FC Luzern                   | Super League      | 22         | 7          | 1     | 1     | –              | –              | –      | –      | 23     | 8      |
| 2021/22                        | FC Luzern                   | Super League      | 32         | 5          | 4     | 0     | 2              | 0              | 2      | 2      | 38     | 5      |
| 2022/23                        | Holstein Kiel               | 2. Bundesliga     | 26         | 0          | 1     | 0     | –              | –              | –      | –      | 27     | 0      |
| 2023/24                        | Holstein Kiel               | 2. Bundesliga     | 27         | 1          | 1     | 0     | –              | –              | –      | –      | 28     | 1      |
| 2024/25                        | Holstein Kiel               | Bundesliga        | 12         | 0          | 1     | 0     | –              | –              | 2      | 0      | 15     | 0      |
| 2025/26                        | Preußen Münster             | 2. Bundesliga     | 1          | 0          | 0     | 0     | –              | –              | 0      | 0      | 1      | 0      |
| Carrière totaal                | Carrière totaal             | Carrière totaal   | 236 *      | 22         | 20    | 2     | 9              | 0              | 10 **  | 0      | 284    | 24     |
| Bijgewerkt tot 6 augustus 2025 |                             |                   |            |            |       |       |                |                |        |        |        |        |

* In het seizoen 2014/15 speelde Schultz twee wedstrijden voor Borussia Mönchengladbach II in de promotieplay-offs naar de 3. Liga. In het seizoen 2021/22 kwam hij namens FC Luzern in twee play-offwedstrijden in actie, waarin hij twee doelpunten maakte
** In het seizoen 2014/15 kwam hij als speler van de eerste selectie van Borussia Mönchengladbach acht keer uit voor het tweede elftal in de Regionalliga West. In het seizoen 2024/25 speelde hij als lid van de eerste selectie van Holstein Kiel twee wedstrijden voor het tweede elftal in de Regionalliga Nord.

## Interlandloopbaan
Schulz kwam zeven keer uit voor Duitsland –20. Onder bondscoach Frank Wormuth maakte hij op 3 september 2015 zijn debuut in een oefeninterland tegen Italië, waarin hij de volledige wedstrijd speelde. Zijn laatste optreden in deze leeftijdscategorie volgde op 26 maart 2016, in een vriendschappelijke wedstrijd tegen Zwitserland –20. Hij viel toen in tijdens de rust als vervanger vanLukas Klünter. Tijdens zijn interlands bij Duitsland –20 speelde Schulz samen met onder anderen Luca Waldschmidt, Maximilian Eggestein, Fabian Bredlow en Maximilian Wittek.
| Jeugdinterlands van Marvin Schulz voor Duitsland () | Jeugdinterlands van Marvin Schulz voor Duitsland () | Jeugdinterlands van Marvin Schulz voor Duitsland () | Jeugdinterlands van Marvin Schulz voor Duitsland () | Jeugdinterlands van Marvin Schulz voor Duitsland () | Jeugdinterlands van Marvin Schulz voor Duitsland () |
| №                                                   | Datum                                               | Wedstrijd                                           | Uitslag                                             | Soort Wedstrijd                                     | Doelpunten                                          |
| Als speler bij Duitsland –20                        | Als speler bij Duitsland –20                        | Als speler bij Duitsland –20                        | Als speler bij Duitsland –20                        | Als speler bij Duitsland –20                        | Als speler bij Duitsland –20                        |
| --------------------------------------------------- | --------------------------------------------------- | --------------------------------------------------- | --------------------------------------------------- | --------------------------------------------------- | --------------------------------------------------- |
| 1.                                                  | 3 september 2015                                    | Italië – Duitsland                                  | 0 – 2                                               | Vriendschappelijk                                   |                                                     |
| 2.                                                  | 7 september 2015                                    | Polen – Duitsland                                   | 2 – 1                                               | Vriendschappelijk                                   |                                                     |
| 3.                                                  | 7 oktober 2015                                      | Duitsland – Turkije                                 | 1 – 0                                               | Vriendschappelijk                                   |                                                     |
| 4.                                                  | 12 november 2015                                    | Duitsland – Italië                                  | 0 – 2                                               | Vriendschappelijk                                   |                                                     |
| 5.                                                  | 16 november 2015                                    | Duitsland – Polen                                   | 0 – 0                                               | Vriendschappelijk                                   |                                                     |
| 6.                                                  | 23 maart 2016                                       | Duitsland – Zwitserland                             | 1 – 1                                               | Vriendschappelijk                                   |                                                     |
| 7.                                                  | 26 maart 2016                                       | Zwitserland – Duitsland                             | 1 – 1                                               | Vriendschappelijk                                   |                                                     |
| Bijgewerkt tot 1 mei 2024                           |                                                     |                                                     |                                                     |                                                     |                                                     |

## Erelijst
| Competitie                  |                             |                             |                             |                             |
| Competitie                  | Aantal                      | Jaren                       |                             |                             |
| Borussia Mönchengladbach II | Borussia Mönchengladbach II | Borussia Mönchengladbach II | Borussia Mönchengladbach II | Borussia Mönchengladbach II |
| --------------------------- | --------------------------- | --------------------------- | --------------------------- | --------------------------- |
| Kampioen Regionalliga West  | 1x                          | 2014/15                     |                             |                             |
| FC Luzern                   |                             |                             |                             |                             |
| Winnaar Schweizer Cup       | 1x                          | 2020/21                     |                             |                             |